# Compsoctena invariella
Compsoctena invariella är en fjärilsart som beskrevs av Walker 1863. Compsoctena invariella ingår i släktet Compsoctena och familjen Eriocottidae. Inga underarter finns listade i Catalogue of Life.